# Zaïrite
La zaïrite est un minéral phosphaté de formule chimique Bi(Fe3+,Al)3[(OH)6|(PO4)2]. Son nom fait référence au pays de sa localité type : le Zaïre (devenu depuis la république démocratique du Congo) en 1975. La zaïrite est l'analogue ferrique de la waylandite, et elle correspond au phosphate d'un minéral encore sans nom, son analogue à l'arsenic ((Bi,Pb)Fe3+3(AsO4)2(OH)6). De plus, elle représente l'analogue au bismuth (ou Bi-PO3OH) d'un autre minéral sans nom. 

## Propriétés
La zaïrite cristallise dans le système cristallin trigonal, ce qui signifie qu'elle contient trois axes horizontaux égaux avec des angles de 120° entre eux. Les cristaux se présentent sous forme de plaques irrégulières d'une teinte vert olive allant du moyen au clair. Elle a une forme de scalénoèdre trigonal-hexagonal et appartient à la classe optique uniaxe. Cela signifie que la lumière et les vibrations traversant le minéral ne suivent qu’une seule direction et à la même vitesse. 

## Gîtologie et gisements
La paragénèse de la zaïrite implique une hydratation près de la surface de minéraux antérieurs et la présence de carbonates, phosphates, borates ou nitrates, après la grande Oxydation. 
Le minéral a été décrit pour la première fois dans le district d'Éta-Étu, dans le nord de la province du Kivu, en République démocratique du Congo (alors Zaïre), et se trouve généralement dans les zones d'altération des gisements de quartz wolframite où il voisine le bismuth natif, la bismutite, le quartz et le mica. Les gisements de zaïrite sont des pegmatites granitiques, des roches ignées à gros grains. Elle a également été signalée dans le mont Kreuzberg, dans le Haut-Palatinat, en Bavière, en Allemagne. Six de ses gisements sont recensés par Mindat.org. 